# Município de Blooming Grove (Ohio)
Localização do Ohio nos E.U.A.
O município de Blooming Grove (em inglês: Blooming Grove Township) (também chamado Bloominggrove Township) é um município localizado no condado de Richland no estado estadounidense de Ohio. No ano de 2010 tinha uma população de 1204 habitantes e uma densidade populacional de 18,35 pessoas por km².

## Geografia
O município de Bloominggrove encontra-se localizado nas coordenadas 40° 56′ 59″ N, 82° 31′ 45″ O. Segundo o Departamento do Censo dos Estados Unidos, o município tem uma superfície total de 65.63 km², da qual 65.41 km² correspondem a terra firme e (0.33%) 0.22 km² é água.

## Demografia
Segundo o censo de 2010, tinha 1204 pessoas residindo no município de Bloominggrove. A densidade de população era de 18,35 hab./km².